# Pteraster willsi
Pteraster willsi is een zeester uit de familie Pterasteridae.
De wetenschappelijke naam van de soort werd in 2011 gepubliceerd door Clark & Jewett.